# Eduardo Serenellini
Eduardo José Serenellini (Capital Federal, 30 de noviembre de 1966) es un periodista, conductor, productor, escritor y empresario. Fue secretario de prensa desde enero de 2024, en la presidencia de Javier Milei y presentó su renuncia el 28 de enero de 2025.

## Biografía
Nació el 30 de noviembre de 1966 es el hijo mayor de José Terenzio Serenellini y  Josefina Bertani. Su familia paterna es oriunda de Mar del Plata, mientras que su familia materna es oriunda de San Justo (provincia de Buenos Aires). Culminó sus estudios secundarios en el colegio Parroquial San Justo donde se recibió de perito mercantil en 1984 según manifestó en entrevista con la periodista Mariana Dahbar.
Empezó en Canal 10 de Mar de Plata con el programa "Proyección empresaria";[cita requerida] y, en 1996, emigraría al área metropolitana de Buenos Aires para trabajar en Canal 26, donde trabajaría por 25 años.[cita requerida]
En el año 2021 comienza en La Nación+ los fines de semana.
A fines de 2023, tras la renuncia de Belén Stettler, tan sólo 19 días después de su nombramiento, fue designado por Javier Milei para ocupar el cargo de secretario de Comunicación y Prensa, asumiendo el 29 de diciembre de 2023.

## Trayectoria

### Como conductor y periodista
Canal de TV LN+ Trabajo en Canal 26: El Pulso, El Diario del Domingo, entre otros Pulso Empresario, Mundo Informático, El Diario del Sábado, 26 al Despertar.
Canal 10 (Mar del Plata)
Proyección Empresaria.
Movilero del Noticiero.
Latina FM 101.1 y Telemax TV: El Locutorio, El Pulso de Eduardo Serenellini.

### Como empresario
Presidente del Grupo Serenellini (Productora de Radio y TV / Publicidad).

## Vida personal
Está casado desde 1990 con Samara Stainnekker Tiene 3 hijos, entre ellos Agustín Serenellini. Sus hijos colaboraban con él en la productora.